# Pugilato ai XVIII Giochi panamericani
Il pugilato ai XVIII Giochi panamericani si è svolto al Miguel Grau Coliseum di Lima, in Perù, dal 27 luglio al 2 agosto 2019.

## Risultati

### Uomini
| Evento                               | Oro                 | Argento              | Bronzo                           |
| Pesi minimosca (49 kg) dettagli      | Óscar Collazo       | Yuberjén Martínez    | Kevin Arias Damián Arce          |
| Pesi mosca (52 kg) dettagli          | Rodrigo Marte       | Yosvany Veitía       | Yankiel Rivera Ramón Quiroga     |
| Pesi gallo (56 kg) dettagli          | Osvel Caballero     | Duke Ragan           | Lucas Fernández Alexy De La Cruz |
| Pesi leggeri (60 kg) dettagli        | Lázaro Álvarez      | Leonel de los Santos | Leodan Pezo Luis Angel Cabrera   |
| Pesi welter-leggeri (64 kg) dettagli | Andy Cruz           | Keyshawn Davis       | Alston Ryan Michael Alexander    |
| Pesi welter (69 kg) dettagli         | Roniel Iglesias     | Rohan Polanco        | Delante Johnson Gabriel Maestre  |
| Pesi medi (75 kg) dettagli           | Arlen López         | Hebert Carvalho      | Lesther Espino Troy Isley        |
| Pesi mediomassimi (81 kg) dettagli   | Julio César la Cruz | Keno Machado         | Nalek Korbaj Rogelio Romero      |
| Pesi massimi (91 kg) dettagli        | Erislandy Savón     | Julio Castillo       | Abner Teixeira José Lucar        |
| Pesi supermassimi (+91 kg) dettagli  | Dainier Pero        | Cristian Salcedo     | Ricardo Brown Richard Torrez     |

### Donne
| Evento                        | Oro              | Argento         | Bronzo                              |
| Pesi mosca (51 kg) dettagli   | Ingrit Valencia  | Virginia Fuchs  | Irismar Cardozo Miguelina Hernández |
| Pesi gallo (57 kg) dettagli   | Leonela Sánchez  | Jucielen Romeu  | Yeni Arias Yarisel Ramirez          |
| Pesi leggeri (60 kg) dettagli | Beatriz Ferreira | Dayana Sánchez  | Rashida Ellis Esmeralda Falcon      |
| Pesi welter (69 kg) dettagli  | Oshae Jones      | Myriam Da Silva | Brianda Cruz Maria Moronta          |
| Pesi medi (75 kg) dettagli    | Jessica Caicedo  | Naomi Graham    | Tammara Thibeault Flávia Figueiredo |

## Medagliere
| Posizione | Nazione           | Oro | Argento | Bronzo | Totale |
| --------- | ----------------- | --- | ------- | ------ | ------ |
| 1         | Cuba              | 8   | 1       | 1      | 10     |
| 2         | Colombia          | 2   | 2       | 1      | 5      |
| 3         | Stati Uniti       | 1   | 4       | 5      | 10     |
| 4         | Brasile           | 1   | 3       | 2      | 6      |
| 5         | Rep. Dominicana   | 1   | 2       | 3      | 6      |
| 6         | Argentina         | 1   | 1       | 1      | 3      |
| 7         | Porto Rico        | 1   | 0       | 1      | 2      |
| 8         | Canada            | 0   | 1       | 1      | 2      |
| 9         | Ecuador           | 0   | 1       | 0      | 1      |
| 10        | Venezuela         | 0   | 0       | 4      | 4      |
| 11        | Messico           | 0   | 0       | 3      | 3      |
| 12        | Nicaragua         | 0   | 0       | 2      | 2      |
| 12        | Perù              | 0   | 0       | 2      | 2      |
| 14        | Antigua e Barbuda | 0   | 0       | 1      | 1      |
| 14        | Giamaica          | 0   | 0       | 1      | 1      |
| 14        | Trinidad e Tobago | 0   | 0       | 1      | 1      |
| 14        | Uruguay           | 0   | 0       | 1      | 1      |
| Totale    | Totale            | 15  | 15      | 30     | 60     |